# Caspicosa
Caspicosa is een geslacht van spinnen uit de familie wolfspinnen (Lycosidae).

## Soorten
De volgende soorten zijn bij het geslacht ingedeeld:
- Caspicosa kulsaryensis Ponomarev, 2007
- Caspicosa manytchensis Ponomarev, 2007